# Francisco I Sforza
Francisco I Sforza, em italiano Francesco I Sforza (San Miniato, 23 de julho de 1401 — Milão, 8 de março de 1466), Foi um condottiero italiano, duque de Milão, foi o fundador da dinastia Sforza.

## Carreira
Governando como seu (quarto) duque de 1450 até sua morte. Na década de 1420, ele participou da Guerra de L'Aquila e na década de 1430 lutou pelos Estados Papais e Milão contra Veneza. Assim que a guerra entre Milão e Veneza terminou em 1441 sob a mediação de Sforza, ele invadiu com sucesso o sul da Itália ao lado de René de Anjou, pretendente ao trono de Nápoles, e depois disso voltou para Milão. Ele foi fundamental no Tratado de Lodi (1454), que garantiu a paz nos reinos italianos por um tempo, garantindo um equilíbrio estratégico de poder.

### Duque de Milão
Depois que Filippo Maria Visconti, duque de Milão, morreu sem um herdeiro homem em 1447, estourou uma luta para restaurar a chamada República Ambrosiana. O nome República Ambrosiana leva o nome de Santo Ambrósio, o santo padroeiro de Milão. Agnese del Maino, mãe de sua esposa, convenceu o condottiero que detinha Pavia a restaurá-lo para ele.
Ele também recebeu a senhoria de outras cidades do ducado, incluindo Lodi, e passou a planejar cuidadosamente a conquista da efêmera república, aliando-se a Guilherme VIII de Montferrato e (novamente) Veneza. Em 1450, após anos de fome, tumultos ocorreram nas ruas de Milão e o senado da cidade decidiu confiar-lhe o ducado. Sforza entrou na cidade como duque em 26 de fevereiro. Foi a primeira vez que tal título foi entregue por uma instituição leiga. Enquanto os outros estados italianos gradualmente reconheceram Sforza como o legítimo Duque de Milão, ele nunca conseguiu obter a investidura oficial do Sacro Imperador Romano. Isso não ocorreu aos duques Sforza até 1494, quando o imperador Maximiliano investiu formalmente o filho de Francesco, Ludovico, como duque de Milão.
Sob seu governo (que era moderado e habilidoso), Sforza modernizou a cidade e o ducado. Ele criou um sistema de tributação eficiente que gerou enormes receitas para o governo, sua corte tornou-se um centro de aprendizado e cultura renascentista e o povo de Milão passou a amá-lo. Em Milão, ele fundou o Ospedale Maggiore, restaurou o Palazzo ducale e mandou construir o Naviglio d'Adda, um canal que liga o rio Adda.
Durante o reinado de Sforza, Florença estava sob o comando de Cosimo de' Medici e os dois governantes tornaram-se amigos íntimos. Essa amizade acabou se manifestando primeiro na Paz de Lodi e depois na Liga Italiana, uma aliança defensiva multipolar dos estados italianos que conseguiu estabilizar quase toda a Itália durante sua duração. Após a paz, Sforza renunciou a parte das conquistas no leste da Lombardia obtidas por seus condottieri Bartolomeo Colleoni, Ludovico Gonzaga e Roberto Sanseverino d'Aragona após 1451. Como o rei Afonso I de Nápoles estava entre os signatários do tratado, Sforza também abandonou seu longo apoio do Angevin pretendentes a Nápoles. Ele também pretendia conquistar Gênova, então uma possessão angevina; quando ali estourou uma revolta em 1461, elegeu Spinetta Campofregoso como Doge, como sua marionete. Sforza ocupou Gênova e Savona em 1464.
Sforza foi o primeiro governante europeu a seguir uma política externa baseada no conceito de equilíbrio de poder, e o primeiro governante italiano nativo a conduzir extensa diplomacia fora da península para conter o poder de estados ameaçadores como a França. As políticas de Sforza conseguiram impedir que as potências estrangeiras dominassem a política italiana pelo resto do século.
Eduardo IV da Inglaterra procurou fortalecer as relações amistosas com Sforza e, consequentemente, ofereceu-lhe a adesão à prestigiosa Ordem da Jarreteira. Ele aceitou e tornou-se cavaleiro da Ordem da Jarreteira em 1463.
Sforza sofria de hidropsia e gota. Em 1462, espalharam-se rumores de que ele estava morto e um motim explodiu em Milão. Ele, entretanto, sobreviveu por mais quatro anos, morrendo finalmente em março de 1466. Ele foi sucedido como duque por seu filho, Galeazzo Maria Sforza.
Enquanto Sforza foi reconhecido como duque de Milão, seu filho Ludovico seria o primeiro a ter investidura formal sob o Sacro Império Romano por Maximiliano I em 1494.
O sucessor de Francesco, Ludovico, contratou Leonardo da Vinci para projetar uma estátua equestre como parte de um monumento a Francesco I Sforza. Um modelo de argila de um cavalo que seria usado como parte do projeto foi concluído por Leonardo em 1492 - mas a estátua nunca foi construída. Em 1999, apenas o cavalo foi fundido a partir dos desenhos originais de Leonardo em bronze e colocado em Milão, fora do hipódromo de Ippodromo del Galoppo.